# Laskownica Wielka
Laskownica Wielka is een plaats in het Poolse district  Wągrowiecki, woiwodschap Groot-Polen. De plaats maakt deel uit van de gemeente Gołańcz en telt 170 inwoners.